# Ocotea bajapazensis
Ocotea bajapazensis är en lagerväxtart som beskrevs av C.L. Lundell. Ocotea bajapazensis ingår i släktet Ocotea och familjen lagerväxter. Inga underarter finns listade i Catalogue of Life.